# زیراب (زرین‌دشت)
زیراب (زرین دشت)، روستایی از توابع بخش مرکزی شهرستان زرین‌دشت در استان فارس ایران است.

## جمعیت
این روستا در دهستان زیرآب قرار دارد و براساس سرشماری مرکز آمار ایران در سال ۱۳۸۵، جمعیت آن ۳٬۰۱۸ نفر (۶۳۴خانوار) بوده‌است.